# J'ai peur d'oublier

J'ai peur d'oublier est un téléfilm français réalisé par Élisabeth Rappeneau et diffusé pour la première fois le 21 septembre 2011 sur France 2.

## Synopsis
Chef d'entreprise et mère de deux enfants Fabienne, une jolie femme de 45 ans, apprend qu'elle est atteinte précocement de la maladie d'Alzheimer. Elle quitte précipitamment Patrick, son mari, pour suivre les errances de Paul, un paumé qui vit de petits larcins. Débute alors un étrange road-trip de quarante-huit heures à travers la Camargue. Comme le sable dans sa main, Fabienne sent sa vie lui filer entre les doigts. Tandis que cette fuite les confronte à leurs angoisses mutuelles, Patrick et ses enfants partent à sa recherche. Cette quête oblige chacun à explorer sa propre histoire, ses fêlures, ses rancœurs, ses non-dits. Vulnérable et infiniment touchante, Fabienne se dévoile, confiant peu à peu sa détresse à Paul, conquis par sa personnalité. De multiples flash-back intimistes témoignent de sa maladie grandissante, l'incitant à remonter jusqu'à un épisode traumatisant de ses treize ans. 

## Fiche technique
- Scénario : Catherine Ramberg et Fabienne Piel
- Pays d'origine : France
- Genre : Drame
- Durée : 90 minutes

## Distribution
- Clémentine Célarié : Fabienne
- Daniel Russo : Paul
- Patrick Catalifo : Patrick
- Geneviève Fontanel : La mère de Fabienne
- Juliet Lemonnier : Harmonie
- Hugo Brunswick : Bruno
- Lieu de tournage : Nîmes

## Récompense
- Festival de la fiction TV de La Rochelle 2011[1] : 
  - Meilleure interprétation féminine pour Clémentine Célarié
  - Coup de cœur des Collégiens de la Charente maritime